# Ahmed Marei
Ahmed Marei  (en arabe : أحمد مرعي), né le 15 mai 1942 à El-Mahalla el-Koubra (Égypte) et mort au Caire (Égypte) le 16 juillet 1995, est un acteur égyptien.

## Filmographie
- 1969 : La Momie (Al-mummia) de Shadi Abdessalam : Wannis
- 1970 : Le Paysan éloquent (El-Fallâh el-fasîh) de Shadi Abdessalam : le paysan (court métrage)
- 1973 : W pustyni i w puszczy de Wladyslaw Slesicki : Chamis
- 1976 : Le Message (Al-risâlah) de Moustapha Akkad : Zayd ibn Harithah